# Fallulah
Fallulah — сценическое имя датской певицы и автора текстов Марии Апетри (6 февраля 1985, Копенгаген). Мария известна благодаря своему дебютному синглу I Lay My Head, явившемуся приквелом к вышедшему вслед за ним альбому The Black Cat Neighbourhood, спродюсированному Фридолин Нордсё (Fridolin Nordsø). Стиль музыки Марии может быть отнесён к поп-музыке, однако, согласно заявлениям самой певицы, представляет собой смесь инди-рока и балканского бита, с примесью фольклорных элементов в её собственной интерпретации.

## Творчество
Оценивая творчество Fallulah, критики часто проводят параллели между её творчеством и такими группами, как Florence & The Machine, Adele, Marina and the Diamonds и Bat For Lashes. Мария выступала на фестивале Start! и была номинирована датским журналом Sound Venue в категории «Soundvenue Selected».

## Дискография

### Альбомы
- 2010: The Black Cat Neighbourhood
- 2013: Escapism
- 2016: Perfect Tense
- 2019: All My Eyes Are Open, Pt. I

### Синглы
- 2009: «I Lay My Head»
- 2010: «Give Us a Little Love»
- 2010: «Bridges»
- 2010: «Out of It»
- 2012: «He’ll Break Up With You When Summer Comes»
- 2012: «Superfishyality»
- 2013: «Dried-Out-Cities»

### EP
- 2010: «Give Us A Little Love»